# Szépíró-díj
A Szépíró-díj (2008-ig Szépírók Díja) a Szépírók Társaságának a díja.

## Története
Az első díjat 2001. április 23-án adták át, amelyet az 1997-ben létrejött Szépírók Társasága alapított a kiemelkedő alkotómunkát végző csoportosulások és írók részére. Az első évben még négy, 2002-től három kategóriában osztották. A díjat vers, próza és kritika/esszé kategóriában adták ki.
2014–2017-ben támogató híján nem adták ki, majd 2018. november 8-án hat díjat osztottak ki. A Szépíró-díj 2018-as újraindításával folytatódott a több mint évtizedes tradíció azzal a módosulással, hogy a díjat 2018 után, 2019-től két kategóriában: szépirodalmi, illetve irodalomkritikai tevékenységért, két szerzőnek adják át. A szakmai zsűrizés is ugyanezt a hagyományt követi, miszerint olyan művekre, műfajokra és szerzőkre is felhívhatja a figyelmet, akiknek más csatornákon keresztül kevesebb esélyük van az elismerésre, s így a szélesebb körű ismertségre.
2019-ben a Társaság elnöksége és a zsűri úgy határozott, hogy Junior-díjat alapít és társít az eddigi elismeréshez. Ez olyan, 35 év alatti, bármilyen műfajban tevékenykedő irodalmi szerző munkáját hivatott elismerni, aki egyrészt érdemi figyelmet keltett irodalmunkban, másrészt tevékenysége adott esetben másokat is alkotásra inspirál. E díj elindításához Bitó László nagylelkű hozzájárulása teremtett anyagi lehetőséget.
A társaság elnöksége 2020. szeptemberben bejelentette, hogy a szervezet korábbi alelnöke, Kéri Piroska emlékére díjat alapít, melyet évente az irodalomszervezésben kiemelkedő személyek kaphatnak meg.
A Szépírók Társasága két évre (2021–2022) felkarolta a bajba került Osvát-díjat, valamint két évre (2023–2024) az Alternatív Tóth Árpád-díjat (’A Tóth Árpád-díj’).

## A Szépíró-díj kuratóriumának tagjai
Bár a díjat 2013-ig a támogató Alexandra Könyváruház által adományozták, a döntést a szavazással kiválasztott háromtagú, szuverén kuratórium révén a Szépírók Társasága tagjai hozzák. 2018 óta a kuratórium tagjait három évre kérik fel.
A kurátorok 2022–2024-ben
- Deres Kornélia
- Németh Gábor
- Péntek Orsolya

Korábbi kurátorok
- 2018–2021: Babiczky Tibor, Garaczi László, Tóth Krisztina
- Selyem Zsuzsa (2013-ig)
- Tábor Ádám (2013-ig)
- Tarján Tamás (2013-ig)
- Radics Viktória (2012-ig)
- Báthori Csaba (2010-ig)
- Szilágyi Zsófia (2008-ig)
- Bodor Béla (2008-ig)
- Margócsy István (2008-ig)
- Farkas Zsolt (2005-ig)
- Szilágyi Ákos (2003-ig)

## Díjazottak
| Év\kategóriák | regény                                                                                             | verseskötet                                                                                        | esszékötet                                                                                         | irodalomközvetítő tevékenységért                                                                   |
| ------------- | -------------------------------------------------------------------------------------------------- | -------------------------------------------------------------------------------------------------- | -------------------------------------------------------------------------------------------------- | -------------------------------------------------------------------------------------------------- |
| 2001          | Márton László Árnyas főutca                                                                        | Oravecz Imre Halászó ember                                                                         | Radnóti Sándor A piknik                                                                            | Magyar Rádió Irodalmi osztály                                                                      |
|               | vers kategóriában                                                                                  | próza kategóriában                                                                                 | esszé/kritikusi kategóriában                                                                       | |
| 2002          | Spiró György A Jégmadár                                                                            | Kovács András Ferenc Kompletórium                                                                  | Sípos Gyula a Szabad Európa Rádió egykori színházi és irodalmi kommentátora                        | |
| 2003          | Hamvai Kornél A prikolics utolsó élete                                                             | Nádasdy Ádám A rend, amit csinálok                                                                 | Kálmán C. György Mű- és valódi értelmezések                                                        | |
| 2004          | Németh Gábor Zsidó vagy?                                                                           | Térey János Sonja útja a Saxonia mozitól a Pirnai térig                                            | György Péter Az eltörölt hely – a Múzeum tanulmánykötet                                            | |
| 2005          | Grendel Lajos Mátyás király New Hontban                                                            | Tóth Krisztina Síró ponyva                                                                         | Angyalosi Gergely Romtalanítás esszékötet                                                          | |
| 2006          | András Sándor Gyilkosság Alaszkában                                                                | Beney Zsuzsa Se tűz, se éj                                                                         | Földényi F. László Berlin sűrűjében                                                                | |
| 2007          | Györe Balázs Apám barátja                                                                          | Tandori Dezső A legjobb nap                                                                        | Tábor Ádám Szellem és költészet                                                                    | |
| 2008          | Karátson Endre Otthonok I-II.                                                                      | Lator László Az egyetlen lehetőség. Válogatott versek                                              | Borbély Szilárd Egy gyilkosság mellékszálai                                                        | |
| 2009          | Krasznahorkai László Seiobo járt odalent                                                           | Aczél Géza (vers)szakadás                                                                          | Takács Ferenc Mobilis in mobile                                                                    | |
| 2010          | Vajda Miklós Anyakép, amerikai keretben                                                            | Győri László A szó árnyéka                                                                         | Bán Zoltán András András Meghalt a főítész                                                         | |
| 2011          | Garaczi László Arc és hátraarc                                                                     | Marno János A semmi esélye                                                                         | Veres András Kosztolányi Dezső Édes Anna kritikai kiadásának sajtó alá rendezéséért                | |
| 2012          | Bodor Ádám Verhovina madarai                                                                       | Villányi László Ámulat                                                                             | Margócsy István Petőfi-kísérletek                                                                  | |
| 2013          | Oravecz Imre Kaliforniai fürj                                                                      | Szálinger Balázs Köztársaság                                                                       | Báthori Csaba Ellenmérgek                                                                          | |
| 2014          | támogató híján nem adták ki                                                                        | támogató híján nem adták ki                                                                        | támogató híján nem adták ki                                                                        | |
| 2015          | támogató híján nem adták ki                                                                        | támogató híján nem adták ki                                                                        | támogató híján nem adták ki                                                                        | |
| 2016          | támogató híján nem adták ki                                                                        | támogató híján nem adták ki                                                                        | támogató híján nem adták ki                                                                        | |
| 2017          | támogató híján nem adták ki                                                                        | támogató híján nem adták ki                                                                        | támogató híján nem adták ki                                                                        | |
|               | | | | |
| 2018          | Csaplár Vilmos, Krusovszky Dénes, Molnár Krisztina Rita, Schein Gábor, Szilasi László, Tolnai Ottó | Csaplár Vilmos, Krusovszky Dénes, Molnár Krisztina Rita, Schein Gábor, Szilasi László, Tolnai Ottó | Csaplár Vilmos, Krusovszky Dénes, Molnár Krisztina Rita, Schein Gábor, Szilasi László, Tolnai Ottó | Csaplár Vilmos, Krusovszky Dénes, Molnár Krisztina Rita, Schein Gábor, Szilasi László, Tolnai Ottó |
|               | szépirodalom kategória                                                                             | értekező próza kategória                                                                           | Junior Szépíró-díj                                                                                 | irodalomszervezői Kéri Piroska-díj                                                                 |
| 2019          | Ungváry Rudolf                                                                                     | Szilágyi Zsófia                                                                                    | Ferencz Mónika                                                                                     | |
| 2020          | Cserna-Szabó András                                                                                | Hetényi Zsuzsa                                                                                     | Szendi Nóra                                                                                        | Rácz Péter                                                                                         |
| 2021          | Kemény István                                                                                      | Bánki Éva                                                                                          | Fenyvesi Orsolya                                                                                   | Karádi Éva                                                                                         |
| 2022          | Ladik Katalin                                                                                      | Havasréti József                                                                                   | Láng Orsolya                                                                                       | Virág Gábor                                                                                        |
| 2023          | Danyi Zoltán                                                                                       | Deczki Sarolta                                                                                     | Borda Réka                                                                                         | Ágoston Zoltán                                                                                     |
| 2024          | Vida Gábor                                                                                         | Gács Anna                                                                                          | Kállay Eszter                                                                                      | Jenei László, és Géher István-díj: Mesterházi Mónika                                               |